# Baño árabe de la plaza de la Pa
Baño árabe de la plaza de la Pa är ett monument i Spanien.   Det ligger i provinsen Ceuta och regionen Ceuta, i den södra delen av landet, 500 km söder om huvudstaden Madrid. Baño árabe de la plaza de la Pa ligger 17 meter över havet.
Terrängen runt Baño árabe de la plaza de la Pa är varierad. Havet är nära Baño árabe de la plaza de la Pa österut.  Närmaste större samhälle är Ceuta, 1,2 km väster om Baño árabe de la plaza de la Pa. 